# Opéra d'État hongrois
Résidence
L'Opéra d'État hongrois (hongrois : Magyar Állami Operaház, prononcé [ˈmɒɟɒɾ ˈaːllɒmi ˈopɛɾɒhaːz]) est une salle d'opéra de style néorenaissance, située à Budapest. Il héberge l'opéra national de Hongrie.

## Historique
Avant 1873, la ville de Budapest n'existait pas, seules existaient Buda, Pest et Óbuda. À cette date, ces trois villes furent réunies et Budapest naquit. Le tourisme a connu une expansion considérable entraînant la construction de cafés et de restaurants. La nécessité d'une salle d'opéra s'est rapidement fait sentir pour promouvoir la culture.

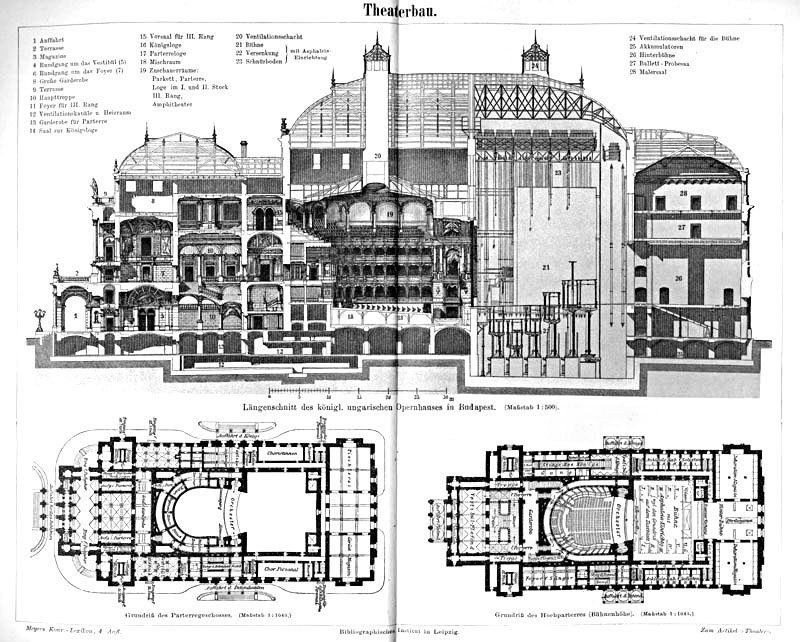
Plan de la partie centrale de l'Opéra national de Hongrie

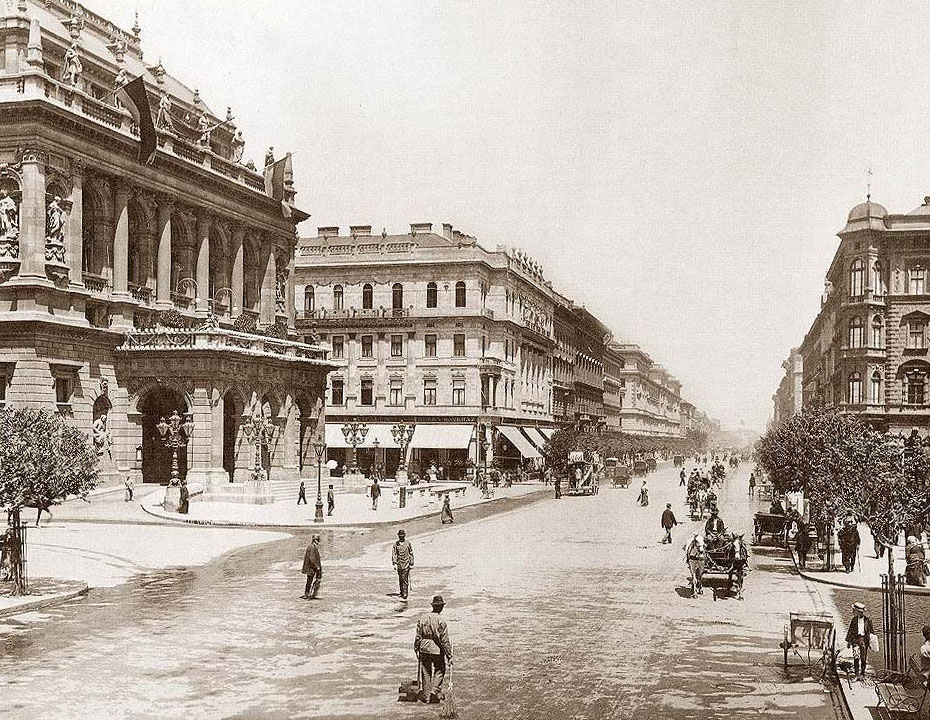
L'avenue Andrássy en 1896. L'opéra est sur la gauche de la vue.

L'empereur François-Joseph d'Autriche-Hongrie confie à Miklós Ybl, un des architectes hongrois les plus cotés du XIXe siècle, le soin de réaliser l'ouvrage. La construction dure 9 ans, de 1875 au 27 septembre 1884, date de l'inauguration.
Le bâtiment, richement décoré, est considéré comme un chef-d'œuvre d'architecture néorenaissance avec, cependant, des éléments de style baroque. L'ornementation est réalisée par des artistes hongrois renommés à l'époque : Bertalan Székely, Mór Than et Károly Lotz. Bien que le bâtiment ne soit pas considéré comme le plus important, son esthétique et son acoustique le classent parmi les premières salles d'opéra dans le monde.

## Le bâtiment
L'auditorium de 1261 places, en forme de fer à cheval (d'après les calculs réalisés en 1970 par un groupe d'architectes internationaux), a la troisième meilleure acoustique en Europe après la Scala et l'Opéra Garnier. Bien que beaucoup de salles aient été construites depuis, l'Opéra national de Hongrie reste parmi les meilleurs en termes d'acoustique.
Sur la façade du bâtiment trônent les statues de Ferenc Erkel, compositeur de l'Himnusz, hymne national hongrois, du premier directeur de l'opéra et à l'origine de la Société philharmonique de Budapest, ainsi que celle de Franz Liszt, le compositeur hongrois bien connu.
Chaque saison s'étend du mois de septembre à la fin du mois de juin. Outre la présentation d'opéras, le bâtiment abrite le Ballet national hongrois.
Beaucoup d'artistes de renom ont été invités à se produire. Parmi ceux-ci, le compositeur Gustav Mahler, qui a également été chef d'orchestre à Budapest de 1888 à 1891, et Otto Klemperer, qui a été le directeur musical pendant trois ans de 1947 à 1950.
Des travaux de rénovation importants sont entrepris en 1980 sur des fonds de l'état hongrois. Ils durent jusqu'en 1984. La réouverture de la salle a lieu le 27 septembre 1984, soit exactement 100 ans après son ouverture initiale.
Le second opéra national est le théâtre Erkel. Il est bien plus grand et abrite également un ballet.
Des visites guidées en six langues (en français notamment) ont lieu tous les jours à 15 et 16 heures.

## Directeurs musicaux et chefs permanents
- Ferenc Erkel (1834-1874)

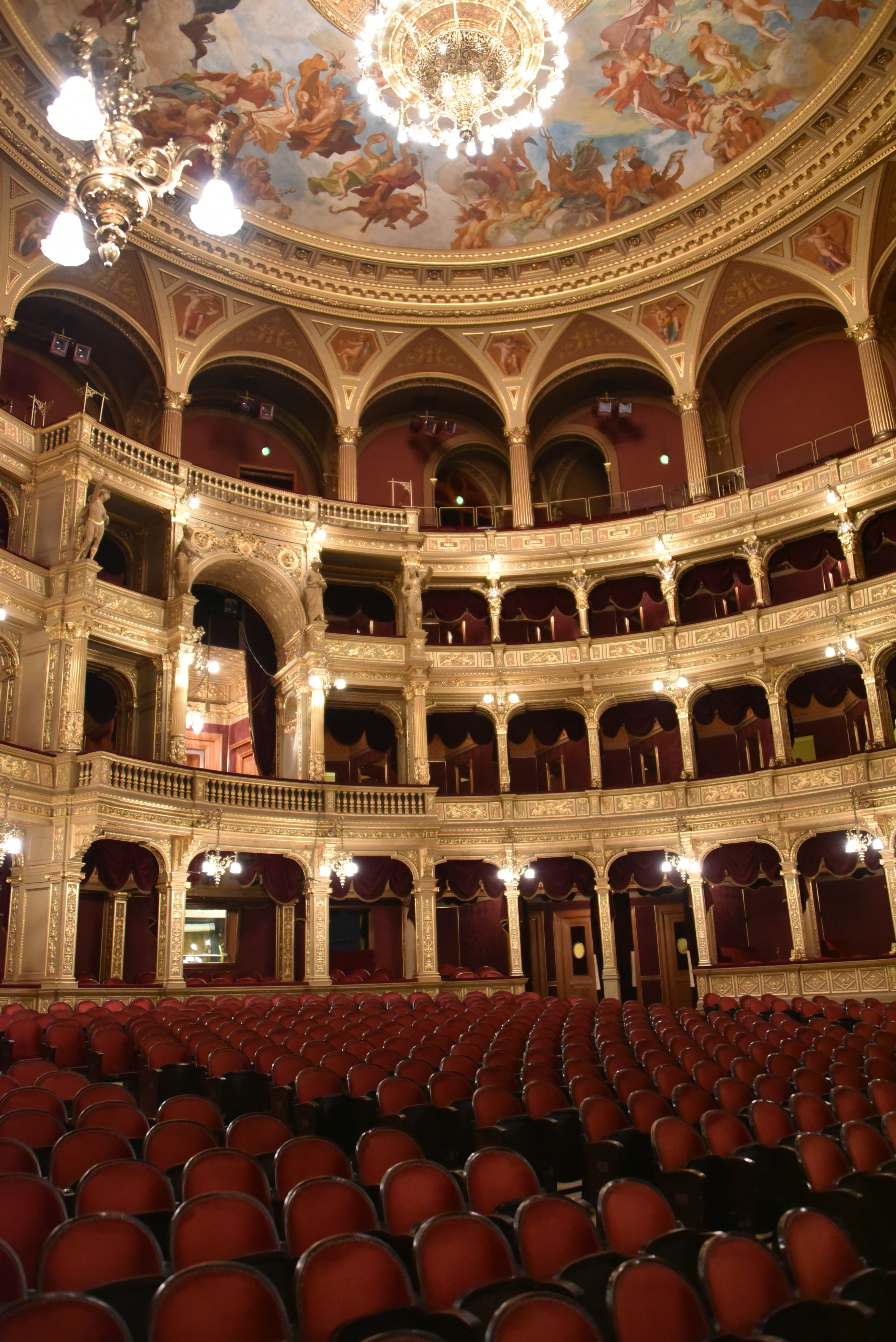
L'intérieur de l'opéra

- Sándor Erkel (1876-1886), puis 1er chef (1874-1900)
- Gustav Mahler directeur musical (1888-1891)
- Arthur Nikisch directeur musical (1893-1895)
- Egisto Tango (1913-1919)
- István Kerner (1895-1929) puis directeur musical (1927-1929)
- Sergio Failoni (1928-1948)
- Issay Dobrowen (1936-1939)
- Otto Klemperer directeur musical (1947-1950)
- János Ferencsik directeur musical (1950-1973), (1978-1984)
- István Kertész (1955-1958)
- András Kórody (1946-1973) puis 1er chef (1973-1986)
- Ervin Lukács directeur musical (1987-?)
- János Kovacs (1986-?)